# CBS Corporation
CBS Corporation fue un conglomerado mediático estadounidense que se centró en la radiodifusión comercial, la edición de libros, las vallas publicitarias, y la producción de programas de televisión, con la mayoría de sus operaciones en Estados Unidos. 
El presidente y ejecutivo jefe de la compañía fue Leslie Moonves. Sumner Redstone, propietario de National Amusements, controló a CBS por medio de su participación mayoritaria en las acciones con derecho a voto de clase A de la compañía; él también sirvió como director ejecutivo emérito.
La compañía comenzó negociar en la Bolsa de Nueva York el 3 de enero de 2006. Hasta entonces, la corporación se conoció como Viacom Enterprises, y es el sucesor legal a la compañía antes mencionada. Una compañía nueva, manteniendo el nombre de Viacom, fue escendida desde CBS. CBS, no Viacom, retuvo el control sobre los asuntos de televisión por aire (CBS y The CW), difusión radial, producción y distribución de televisión, publicación, cable por pago, grabación, y publicidad al aire libre que anteriormente fueron propiedad de la antigua compañía. CBS tiene su sede en el CBS Building, en Midtown Manhattan, Ciudad de Nueva York, Nueva York, Estados Unidos.
La segunda fusión entre CBS Corporation y Viacom se anunció el 13 de agosto de 2019, creando la compañía combinada ViacomCBS, actualmente conocida como Paramount Global. La fusión se completó el 4 de diciembre de 2019.

## Historia

### Antecedentes como Viacom Enterprises

Logotipo de la entidad anterior de Viacom, la compañía que se escindió en CBS Corporation.

Viacom fue creada en 1970 como la división de sindicación de televisión de la Columbia Broadcasting System (CBS), y fue escindida de esta compañía en 1971. Sin embargo, en 1999, Viacom adquirió su matriz anterior, que en este momento también se conoció como CBS Corporation, tras ser escendida a partir de Westinghouse Electric. 
La entidad anterior CBS Corporation también era el propietario de Country Music Television (CMT) y The Nashville Network (actualmente Spike TV), que permanecieron como propiedades de Viacom después de la división en 2005, pero la CBS anterior no poseyó United Paramount Network (UPN), Showtime, Paramount Television, Paramount Parks, o Simon and Schuster.

### Creación de CBS Corporation
En marzo de 2005, Viacom anunció planes para una búsqueda en dividir la compañía en dos compañías públicamente cotizadas, en medio de problemas sobre el estancamiento de la cotización de las acciones (aunque se alegó que otra fuerza principalmente responsable de la división fue la controversia sobre el espectáculo del descanso del Super Bowl XXXVIII, donde a MTV no se le permitió producir más espectáculos de medio tiempo; también habían producido el show para el Super Bowl XXXV, el primer Super Bowl que la CBS emitió después de recuperar los derechos a la National Football League y convertirse en el hermano corporativo de MTV).
El 14 de junio de 2005, el consejo de administrativo de Viacom aprobó la división de la compañía en dos firmas. El nombre de CBS Corporation sería utilizado para una de las compañías, con el ejecutivo veterano de televisión Leslie Moonves como su presidente, e incluiría la CBS, UPN, Infinity Broadcasting, Viacom Outdoor, Showtime Networks, y el estudio de televisión de Paramount.
La división se estructuró de tal manera que el "nuevo" Viacom se separara de la "vieja" Viacom, que fue renombrado a CBS Corporation. En cierto sentido, esto fue una repetición del spinoff de 1971. Sin embargo, en este caso, CBS conservó virtualmente todos los activos de TV de difusión de la empresa anterior, incluyendo sus diversas compañías de sindicación.
Con la división, las dos nuevas compañías comenzaron a cotizar en la Bolsa de Nueva York el 3 de enero de 2006. Los inversores esperaban que Viacom se beneficiara de la división, pero en cambio, cayó aproximadamente un 20 por ciento, mientras que CBS subió un 9 por ciento.

### Transacciones durante y después de la fusión
El 3 de noviembre de 2005, CBS Corporation anunció su adquisición inminente de College Sports TV (ahora CBS Sports Network) por 325 millones de dólares estadounidenses. El director ejecutivo de CSTV, Brian Bedol, continuaría gestionar ese canal y presentaría un informe a Leslie Moonves, el presidente de la CBS. La transacción se completó en enero de 2006.
El 24 de enero de 2006, CBS Corporation y Warner Brothers anunciaron que iban a crear un nuevo canal de televisión, nombrada The CW Television Network. Oficialmente lanzado el 18 de septiembre de 2006, el cadena es el resultado de una fusión de The WB Television Network (una posesión de Warner Brothers) y United Paramount Network (una posesión de CBS Corporation). CBS Corporation y Time Warner compartirían la cadena, cada uno poseíando un 50% de ella. Tribune Broadcasting (que anteriormente era propietario de una cuota de 25% en The WB) y CBS Corporation contribuirían sus estaciones como afiliados nuevos de la cadena CW.
El 23 de mayo de 2006, CBS Corp. vendió Paramount Parks a la Cedar Fair Entertainment Company. Con esta adquisición, Cedar Fair se convirtió en el tercer operador de parque temático más grande. El 30 de junio de 2006, Cedar Fair anunció que finalizó su adquisición de Paramount Parks de CBS Corporation en una transacción en efectivo valuada en US $ 1,24 mil millones. La transacción incluyó una licencia de 10 años que permitió a Cedar Fair usar el nombre de Paramount en los parques durante la temporada 2017.
El 7 de febrero de 2007, CBS anunció que vendía siete estaciones en Providence, Rhode Island, Austin, Texas, Salt Lake City y West Palm Beach, Florida a Cerberus Capital Management por US $ 185 millones. Vendió otra estación, WFRV-TV en Green Bay, Wisconsin, y su estación basada en los satélites, WJMN-TV en Escanaba, Míchigan, a Liberty Media el 13 de febrero de 2007. Los informes de noticias estiman el acuerdo en cerca de US $ 234 millones. CBS intercambiaba las estaciones en US $ 170 millones en efectivo por 7,59 millones de acciones comunes de CBS de Liberty Media.
El 30 de mayo de 2007, CBS Interactive anunció que habría comprada Last.fm for 140 millones de libras esterlinas.
El 15 de mayo de 2008, CBS Interactive anunció que habría acordado comprar CNET Networks por $1.800.000.000, en un acuerdo que estaba debido a cerrarse en el tercer trimestre de 2008. El 2 de julio del mismo año, durante la emisión informativa del mediodía, KYW-TV, una estación poseída y operada por la CBS en Filadelfia, anunció que su matriz adquirió CNET y estaba poniéndolo en CBS Interactive.
El 26 de marzo de 2013, CBS y Lionsgate realizan un joint venture 50/50 para operar la TV Guide Network (TVGN) y TVGuide.com. El 31 de mayo del mismo año CBS compra la mitad restante de TV Guide Digital de Lionsgate. Este último aún conserva su cuota de TVGN. En 2016 este canal se empezaría a llamar Pop.
El 29 de septiembre de 2016, National Amusements envió una carta tanto a la compañía como a Viacom, alentando a las dos compañías a fusionarse de nuevo en una sola compañía. El 12 de diciembre, el trato fue cancelado.
El 28 de agosto de 2017 CBS Corporation anunció la compra de la emisora australiana Network Ten. La red estaba previamente en administración voluntaria.
El 13 de agosto de 2019, se anunció oficialmente que CBS y Viacom se fusionarían en una nueva entidad conocida como ViacomCBS. El CEO de Viacom, Bob Bakish, se desempeñará como presidente y CEO de la nueva compañía, mientras que Ianniello se convertirá en presidente y CEO de CBS y supervisará los activos de la marca CBS. Shari Redstone también servirá como presidenta de ViacomCBS. El 29 de octubre de 2019, National Amusements aprobó el acuerdo de re-fusión y también anunció que el acuerdo propuesto se cerrará a principios de diciembre de 2019, con la empresa recombinada cotizando en NASDAQ bajo el símbolo "VIAC" y "VIACA" después de que CBS elimine sus acciones en la NYSE. El 4 de diciembre, el acuerdo se completó, lo que condujo a la formación de ViacomCBS.

## Consejo administrativo
El consejo de administración de CBS Corporation incluyó a las siguientes personas:
- David R. Andelman
- Joseph A. Califano, Jr.
- William S. Cohen
- Gary L. Countryman
- Charles K. Gifford
- Leonard Goldberg
- Bruce S. Gordon
- Linda M. Griego
- Arnold Kopelson
- Leslie Moonves
- Doug Morris
- Shari Redstone (vicepresidente no ejecutivo)
- Sumner Redstone (director ejecutivo)
- Frederic V. Salerno